# 광주읍성 유허
광주읍성 유허(光州邑城 遺墟)는 1992년 4월 전라남도청 주차장을 만들기 위하여 부지정리를 하던 중 확인된 유적으로 지적도상에도 그 흔적이 나타나고 있다. 1994년 4월 13일 광주광역시의 문화재자료 제20호로 지정되었다.

## 개요
1879년 간행된 『광주읍지』에는 석축 둘레가 8,253척, 높이 9척이며 성안에 1백 개의 우물과 여첩(女堞)이 있으며, 못은 지금은 없어지고 성문으로 서원(瑞元 동), 광리(光利 서), 진남(鎭南 남), 공북(拱北 북)의 4문이 있었음을 기록하고 있다. 1904년 광주 읍성의 인구는 1만 명 내외였으며, 성은 그때까지 잘 남아 있었다.
1931년 기록에는 관찰부(觀察府)가 무덕전(武德殿) 자리에 있었음을 밝히고 있다. 읍성의 철거는 1909년 일본군이 한말 의병항쟁을 탄압하면서 시작되었고, 그 자리에는 도로가 개설되어 일본인 신시가지가 형성되었는데 오늘날 충장로 2, 3가이다. 동헌 등 조선시대 광주읍성 관아가 있었던 전라남도청은 고려 초기 재명석등(광주광역시 유형문화재 제5호) 등의 유물로 보아 원래는 절터였던 것으로 보인다.
따라서 이 읍성은 조선시대 이후에 축성되었음을 알 수 있다. 현재는 성벽과 관련된 돌들과 흙으로 된 둑만 일부 남아 있는데 확인된 성벽의 높이는 1.9m이다.

## 성곽

### 서원문(瑞元門)
광주읍성에 동문이다.

### 광리문(光利門)
광주읍성 서문이다.

### 진남문(鎭南門)
광주읍성 남문이다.

### 공북문(拱北門)
광주읍성 북문이다.

## 참고 자료
- 광주읍성유허 - 국가유산청 국가유산포털

 이 문서에는 다음커뮤니케이션(현 카카오)에서 GFDL 또는 CC-SA 라이선스로 배포한 글로벌 세계대백과사전의 내용을 기초로 작성된 글이 포함되어 있습니다.